# 소제 공화국
소제 공화국(프랑스어: La République du Saugeais 라 레퓌블리크 뒤 소제[*])은 프랑스 내에 있는 마이크로네이션이다. 스위스와의 국경 근처에 위치해 있다.